# The Best of Scatman John
The Best of Scatman John este un album compilație din 2002 care cuprinde cele mai mari hituri ale lui Scatman John.

## Melodii
1. „Scatman (Ski-Ba-Bop-Ba-Dop-Bop)”
2. „Scatman's World”
3. „Only You„
4. „Scatmambo”
5. „Sorry Seems To Be the Hardest Word„
6. „Scatmusic„
7. „Ichi Ni San... Go!”
8. „Everybody Jam (Single Jam)”
9. „Su Su Su Super Ki Re I (Radio Edit)”
10. „Pripri Scat”
11. „Jazzology„
12. „Let It Go”
13. „Mambo Jambo„
14. „The Chickadee Song (Versiune album)”
15. „U-Turn„
16. „Message To You„
17. „(I Want To) Be Someone„
18. „Take Your Time”
19. „Song of Scatland„
20. „Love Me Tender (L.A. Unplugged Mix)”